# Хицуги
Хицуги (яп. 柩 «гроб») родился 5 марта 1982 года в г. Токио — гитарист, один из участников японской Альт-метал/Visual Kei группы Nightmare. Настоящее имя Мицуо Икари, но широкой публике известен под именами Хицуги (Nightmare) и Hits (GREMLINS).

## Биография
Хицуги родился 5 марта 1982 года в г. Токио. Является единственным ребёнком в семье, но от родителей узнал, что у него были брат и сестра, умершие при родах (первый ребёнок родился мертвым, второй был выкидыш). Когда Хицуги был ещё совсем маленьким, семья переехала в г. Сендай, префектура Мияги. В школе Хицуги учился плохо, признаётся, что хорошо знал только английский язык, остальные предметы не понимал. Получил обязательное образование — закончил младшую и среднюю школу. Начал ходить в старшую, но бросил, проучившись всего три месяца. Вскоре после этого пошёл работать на хлебозавод . Высшего образования не имеет.
С подросткового возраста Хицуги был (и остаётся) поклонником hide (экс-гитариста группы X-Japan). Музыке учился сам. По собственному признанию, он захотел заниматься музыкой и взял в руки гитару только потому, что хотел походить на hide и брать с него пример, и мечтал в будущем встретиться с ним .
Волосы начал осветлять в средней школе, первое отверстие для пирсинга проколол в старшей школе, прямо на уроке. Спустя несколько месяцев после того, как бросил старшую школу, стал красить волосы в яркие цвета — красный, оранжевый, розовый.
В 2000 году вместе с Сакито образовал группу Nightmare.

## Личность
Несмотря на свой необычный пугающий сценический образ, Хицуги является самым спокойным и скромным представителем Nightmare (что, впрочем, после просмотра концерта Grand Killer Show многие ставят под вопрос; хотя, если Ёми не шутил во время МС-части, Хицуги на концерте просто был пьян). Самой известной его чертой является привязанность к природе и любовь к животным, особенно кошкам и собакам. Дома у него живёт карликовый пудель Зера, некоторое время жила черепашка Ё-тян. В детстве он часто приносил домой разных животных, один раз даже ядовитую змею, но она уползла через несколько дней. Единственный, кого ему не разрешили оставить дома, была летучая мышь. Также Хицуги очень любит морской подводный мир, занимается дайвингом.

## Деятельность

### Nightmare
Хицуги на ряду с Сакито является одним из основателей группы Nightmare. Его роль в группе: ритм-гитара и основной бэк-вокал. В жизни у Хицуги довольно тихий голос средних тонов, однако почти во всех песнях, в которых он участвует как бэк-вокалист, он поёт гроулингом. Иногда пишет слова или музыку к песням (Lulu, Rakubane и др). Также Хицуги считается самым популярным среди поклонников участником группы.

### Вокальный дебют
Как вокалист Хицуги дебютировал в 2013 году, записав кавер-версию песни Hide "D.O.D.[DRINK OR DIE]" в рамках трибьют-альбома "hide TRIBUTE II -Visual SPIRITS-" (релиз 3 июля 2013 г.).  Примерно в то же время было объявлено о создании сольного проекта Хицуги - visual-kei группы GREMLINS, в релизы которой позже также включались кавер-версии песен Hide.

### Участие в других проектах
В 2015 году Хицуги принимал участие в качестве приглашённого гитариста в проекте VAMPS "Halloween Junky Orchestra" в рамках шоу "Halloween Party 2015".

## GREMLINS
Gremlins является сольным проектом Хицуги. Впервые о нём было объявлено летом 2013 года, на официальном сайте группы Nightmare, а 16 октября 2013 года был выпущен первый мини-альбом — The Carnival". Альбом вышел в 2-х изданиях: первое содержит 3 песни и DVD с клипом на песню The Carnival, второе издание включает в себя 4 песни, но не имеет DVD. Этот альбом смог занять 20 строчку в чарте Oricon.
Второй мини-альбом «(яп. 故 Причина)» вышел 5 марта 2014 года, так же как и первый альбом в двух изданиях: первое содержит CD с тремя песнями и DVD с клипом на песню 故, второе издание имеет только CD с 4 песнями. Этот альбом достиг лишь 36 позиции в чарте Oricon.
Состав группы GREMLINS:
- Вокал и гитара: Hits (Хицуги из Nightmare)
- Барабанщик: KNZ (Кэндзо из AYABIE)
- Басист: Чию из SuG
- Гитарист: Мидзуки из Sadie

Дискография в составе GREMLINS:
1. the Carnival (карнивал)
2. to die (умереть)
3. INSANE (безумный)
4. DICE (игральная кость)

1. 故 (Поздно)
2. Fellow traveler (Попутчик)
3. Bereavement (Тяжёлая утрата)
4. HONEY BLADE (песня hide)